# 科比·奧爾特曼
科比·奧爾特曼（英語：Koby Altman，1982年9月16日—），美国NBA克里夫蘭騎士總經理。

## NBA行政人員
奧爾特曼在2012年加入了克里夫蘭騎士隊的管理層。 他在騎士隊中不斷的獲得升遷機會，2016作為騎士隊的球員人事經理，隨隊取得了2016年NBA總冠軍殊榮。2016年9月升為副總經理。2017年夏天大衛·格里芬離開騎士隊後，接任總經理。

### 克里夫蘭騎士總經理
在成為總經理後第一個重大的抉擇，是凱里·厄文的交易請求，在幾經談判後，將厄文交易至波士頓賽爾提克換來以赛亚·托马斯、杰·克勞德、安特·日日奇跟2018年籃網非保護首輪簽、2020熱火次輪簽。
2017年9月簽下手握三枚冠軍戒指的全明星球員德韋恩·韋德。
2018年2月交易截止日前，將以賽亞·湯瑪斯、杰·克勞德、錢寧·弗萊、德瑞克·羅斯、德韋恩·韋德、伊曼·尚波特和騎士2018的首輪選秀權送走，換來羅德尼·胡德、小賴瑞·南斯、喬丹·克拉克森、喬治·希爾。

## 獎項
- 2016年NBA總冠軍(作為球隊行政人員)